# F.E.A.R.
F.E.A.R. är en förstapersonsskjutare (FPS-spel) med starka influenser från skräckgenren, i synnerhet japanska skräckfilmer av typen Ringu. Det är utgivet och distribuerat av Vivendi Universal Games och utvecklat av Monolith Productions. Spelet släpptes ursprungligen år 2005 och har en åldersgräns på 18 år på grund av sitt våldsamma (och bitvis mycket skrämmande) innehåll.

## Handling
I spelet antar man rollen som en i huvudsak anonym protagonist, som enbart kallas "The Point Man". Genom honom antar man rollen som nyligen anställd soldat inom F.E.A.R; en hemlig underorganisation för terroristbekämpning inom den amerikanska säkerhetstjänsten. Akronymen F.E.A.R. är en förkortning för "First Encounter Assault Recon" och är en organisation skapad för att bekämpa terrorism inbegripande paranormala eller övernaturliga fenomen. Man har nyligen blivit tilldelad sin plats inom organisationen, och inget skulle ha kunnat förbereda en på vad det första uppdraget skulle komma att innebära.
En telepatisk befälhavare inom den amerikanska armén, vid namn Paxton Fettel, har till synes (enligt den information man som spelare inledningsvis får sig tilldelad) fått ett mentalt sammanbrott och börjat löpa amok. Efter att ha tagit till synes slumpmässigt utvalda civilister som gisslan, mördar sedan Fettel dessa för att, enligt bilder uppfångade av diverse övervakningskameror, delvis kannibalisera sina offer - något som föranleder att F.E.A.R. kallas in för att hantera situationen. Fettel utgör dessutom ett mycket reellt hot mot den nationella säkerheten, eftersom han är specialtränad till att föra kommandot över en bataljon av speciellt framklonade supersoldater, som är telepatiskt ihoplänkade med honom och blint lyder hans minsta kommando. Befälhavarna vid F.E.A.R. känner sig dock förhoppningsfulla att krisen förhållandevis enkelt kan lösas: det enda man i praktiken skall behöva göra är att eliminera Paxton Fettel. Så fort han är död och hans telepatiska länk med de framklonade soldaterna är bruten, kommer de automatiskt att bli "inaktiva" och krisen således vara över. Det visar sig dock att saker och ting inte kommer att gå fullt så enkelt.
Redan efter att ha spelat en kort stund märker man som spelare att något inte står rätt till. Som att de ständiga eldstriderna mot Paxton Fettels privata armé av klonsoldater inte skulle vara påfrestande nog, börjar dessutom många skrämmande och övernaturliga element också att manifestera sig omgående i jakten på Fettel. Syn- och hörselhallucinationer, ohyggliga visioner av bloddrypande och brinnande korridorer, samt viskningar och skrik från ingenstans avlöser varandra i rask takt. Ännu mer skrämmande är också den mystiska uppenbarelse av en ung flicka i röd klänning och långt, svart hår som hela tiden skymtar i ögonvrån, och som tycks förfölja en och bevaka varje steg man tar. Är det denna flicka, endast känd som "Alma", som ligger bakom själva skräcken? Är måhända de groteskt vanställda lik man stöter på under spelets gång, på vilka köttet tycks ha smälts bort från själva skelettet, också hennes hantverk? Eller finns "Alma" bara inuti huvudpersonens egen hjärna? Denna ständiga ovisshet, i kombination med att man aldrig säkert vet vad som ska hända härnäst, gör att man i egenskap av spelare ständigt tvingas vara på helspänn. Handlingen i F.E.A.R. avslöjas löpande, och man får således hela tiden progressivt reda på mer och mer om vad det är som egentligen händer och vad de skrämmande upplevelser man tvingas genomlida egentligen betyder.